# Raquel Rastenni
Raquel Rastenni, nata Anna Rachel Rastén (Copenaghen, 21 agosto 1915 – Skodsborg, 17 agosto 1998), è stata una cantante danese.
Ha rappresentato la Danimarca all'Eurovision Song Contest 1958 con Jeg rev et blad ud af min Dagbog dopo aver vinto il Dansk Melodi Grand Prix.